# Гісарацька ГЕС
Гісарацька ГЕС — гідроелектростанція в Узбекистані. Використовує ресурс із річки Аксу (Акдар'я), яка дренує обернений на захід схил Гісарського хребта та є лівою притокою Кашкадар'ї.
В 1988 році на Аксу з метою накопичення ресурсу для іригації звели кам’яно-земляну греблю з ядром із суглинку висотою 139 метрів, довжиною 660 метрів та шириною по гребеню 16 метрів, яка потребувала 2,75 млн м3 матеріалу. Гребля має водовипуск тунельного типу з пропускною здатністю 200 м3/с та додатковий водоскид на випадок повені з розразхунковою витратою 130 м3/с.
Споруда утримує витягнуте по долині Аксу на 6,8 кілометра водосховище з площею поверхні 4,1 км2, шириною 0,6 км та максимальною глибиною 130 метрів. Сховище має об’єм 170 млн м3, з яких 161,6 млн м3 відносяться до корисного об’єму, чому відповідає коливання рівня між позначками 103,7 та 118 метрів НРМ.
В 2011-му при греблі ввели в дію гідроелектростанцію, що отримала дві турбіни типу Френсіс потужністю по 22,5 МВт, які використовують напір у 115 метрів. Вони працюють на попусках ресурсу для іригаційних потреб, тому проектна річна виробітка електроенергії становить лише 81 млн кВт-год.
Можливо відзначити, що за сім кілометрів нижче по течії від Гісарацької греблі знаходиться Аксуський гідровузол, який забезпечує розведення води на іригаційні потреби.